# Historia del veneno

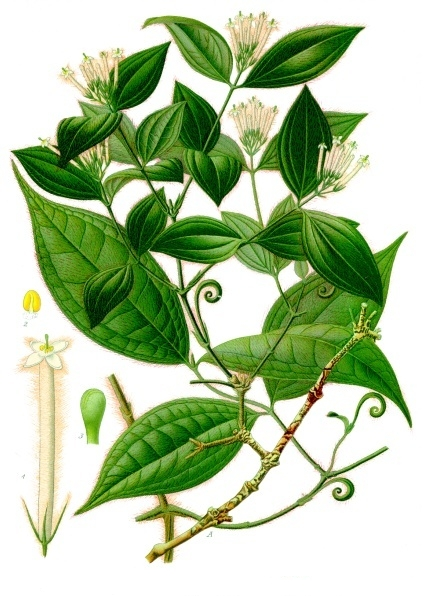
Strychnos toxifera, una planta utilizada para la elaboración de venenos para flechas o dardos.

La historia del veneno se extiende desde antes del 4500 a. C. hasta la actualidad. Los venenos han sido usados para muchos propósitos durante toda la existencia humana, como armas, antisueros y medicamentos, y han permitido grandes avances en ramas de la medicina, toxicología y tecnología, entre otras.
El uso del veneno se inició en la Edad Antigua, cuando fue utilizado como herramienta de caza para acelerar y asegurar la muerte de las presas. Este uso del veneno se volvió cada vez más sofisticado y muchos pueblos antiguos empezaron a forjar armas diseñadas específicamente para mejorar el envenenamiento. Luego, en la época del Imperio romano, uno de los usos más extendidos para el veneno fue el asesinato. Tan temprano como en 331 a. C., se registraron envenenamientos en la comida o en las bebidas y la práctica se convirtió en común. El uso de sustancias fatales se presentaba en todas las clases sociales. Así, por ejemplo, la nobleza las usaría a menudo para deshacerse de oponentes políticos o económicos en beneficio propio. 
En la Edad Media europea, aparecieron curas para muchos de los venenos más conocidos, pero el envenenamiento se convirtió en una forma de matar cada vez más popular. Esta popularidad fue estimulada por la creciente disponibilidad de los venenos; los negocios (conocidos como apotecas) que vendían varios productos medicinales se abrieron al público y, desde allí, las sustancias que habían sido usadas tradicionalmente con propósitos curativos fueron empleadas para otros más siniestros. Aproximadamente en la misma época, otras zonas del mundo hicieron grandes avances en términos de venenos: los árabes habían logrado elaborar arsénico inodoro y transparente, con lo cual los asesinatos se volvieron casi imposibles de detectar. La «epidemia de envenenamientos» se extendió también a partes de Asia por este tiempo.
Con el tiempo, el uso de venenos para fines desviados y efectos nocivos siguió en aumento. Los medios de curación contra estos venenos también siguieron mejorando, aunque continuaron apareciendo nuevos venenos que se volvían populares entre los criminales. En la actualidad, el envenenamiento por intención nociva es menos frecuente y el riesgo de envenenamiento accidental existe ahora más bien en sustancias y productos de la vida cotidiana. Además, su uso se ha ampliado exponencialmente; los venenos son a menudo utilizados como pesticidas, desinfectantes, soluciones de limpieza o conservantes, entre otros usos. A pesar de ello, el primer uso del veneno (como herramienta de caza) aún se mantiene en lugares remotos de países en desarrollo, especialmente en África, América del Sur y Asia.

## Antigüedad

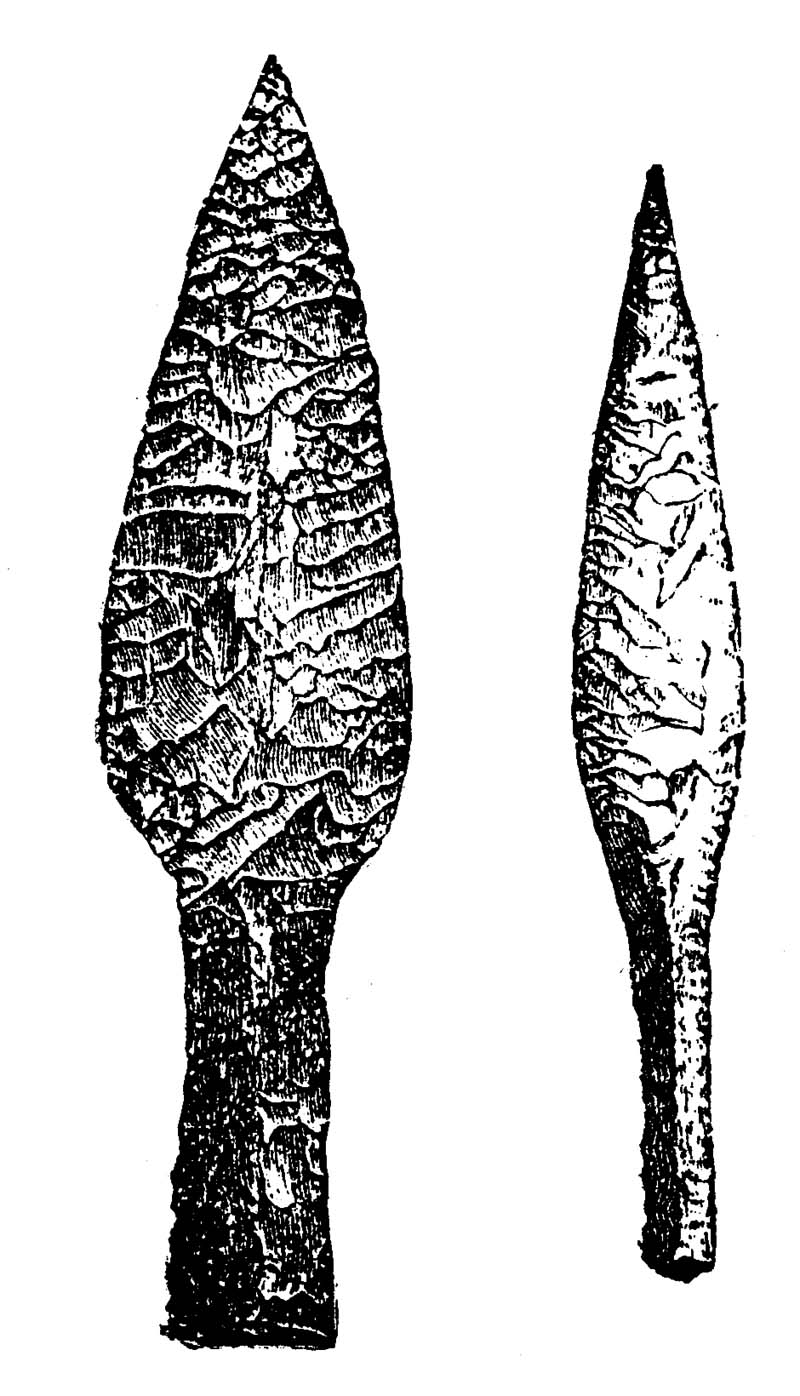
Un ejemplo de una espada y punta de lanza de pedernal, armas usadas para cazar en tiempos antiguos.

Descubrimientos arqueológicos prueban que mientras los primeros homínidos utilizaron armas convencionales, tales como hachas, garrotes y espadas, buscaron formas más sutiles y destructivas para causar la muerte, algo que podía ser alcanzado por medio del veneno. Se han hallado ranuras para almacenar venenos, tales como tubocurarina, en las armas y herramientas de caza, lo que mostraría que los primeros humanos había descubierto venenos de potencia variable y los aplicaron a sus armas. Se especula que este uso y existencia de sustancias extrañas y nocivas fue mantenido en secreto por los miembros más importantes de las tribus o clanes y fueron vistos como emblemas de un gran poder. Este podría haber dado lugar al surgimiento del concepto del "chamán" o «doctor hechicero».
Una vez que se descubrió el uso y el peligro de los venenos, se hizo evidente que algo debía hacerse. Mitrídates VI, rey de Ponto (un antiguo Estado helenístico del norte de Anatolia), alrededor del 114-63 a. C., vivía en constante temor de ser asesinado por medio de un envenenamiento. Por ello, se convirtió en un arduo pionero en la búsqueda de una cura para los venenos. Gracias a su posición de poder, fue capaz de probar venenos en criminales que enfrentaban la ejecución y, luego, buscar si existía un posible antídoto. Debido a su paranoia, diariamente se administraba pequeñas cantidades de venenos en un intento por volverse inmune a tantos venenos como fuera posible. Finalmente, descubrió una fórmula que combinaba pequeñas porciones de docenas de los remedios herbáceos más conocidos en la época, a la cual denominó "Mithridatium". Este descubrimiento se mantuvo en secreto hasta que su reino fue invadido por Cneo Pompeyo Magno. Luego, las prescripciones del antídoto de Mitríades y las notas de plantas medicinales fueron llevadas a Roma, donde fueron traducidas al latín.
Plinio el Joven describió más de 7000 tipos de venenos, uno de los cuales fue descrito como 

la sangre de un pato encontrado en cierto distrito de Ponto que debía vivir con comida envenenada, para ser luego utilizada en la preparación del Mithridatum debido a que se alimentó de plantas venenosas y no sufrió ningún daño».

El cirujano indio Sushruta definió las etapas del envenenamiento lento y los remedios para estos casos. También mencionó antídotos y el uso de sustancias tradicionales para contrarrestar los efectos del envenenamiento.

### India
En la Antigua India, se utilizaron armas con veneno. Las tácticas guerreras hacen referencia al veneno; así, un verso en sánscrito las menciona:

Jalam visravayet sarmavamavisravyam ca dusayet.
Las aguas de fuentes debían ser mezcladas con veneno y, por tanto, contaminadas.

Chānakya (c. 350-283 a. C.), también conocido como Kautilya, fue un consejero y primer ministro del primer emperador Maurya Chandragupta (c. 340-293 a. C.). Kautilya sugirió emplear medios tales como la seducción, el uso secreto de armas y veneno para beneficio político. También recomendó tomar precauciones minuciosas contra el asesinato, tales como probadores de comida, y encontrar formas de detectar el veneno. Además, la pena de muerte por violaciones a los decretos reales fue administrada frecuentemente a través del veneno.

### Egipto
A diferencia de muchas civilizaciones, los registros egipcios sobre el conocimiento y uso de venenos solo pueden ser fechados hacia aproximadamente 300 a. C.; sin embargo, se cree que el primer faraón egipcio, Menes, fundador de la Dinastía I (c. 3050 a. C.), estudió las propiedades de las plantas venenosas y de los venenos, según fuentes tempranas.
La evidencia sobre conocimiento relacionado con los venenos en Egipto puede ser rastreado a los escritos del alquimista Agathodiamon (100 a. C. aproximadamente), quien habló de un mineral (no identificado) que, cuando era mezclado con natrón, producía un 'veneno ardiente'. Describió este veneno como uno que «desaparecía en el agua» y daba una solución clara. Este 'veneno ardiente' puede haber sido la raíz de algunos de los posteriores venenos que se vuelven invisibles cuando se mezclan con agua, lo que indica que tal veneno elusivo podía haber estado disponible en algunas civilizaciones como la egipcia tan temprano como en el año 100 a. C. En cuanto al veneno inventado, parece ser que dicho alquimista creó el trióxido de arsénico y que el mineral no identificado habría tenido que ser rejalgar o bien oropimente, debido a la relación entre el mineral no identificado y sus otros escritos.
También se cree que los egipcios tuvieron conocimientos sobre elementos tales como el antimonio, cobre, arsénico, plomo, opio y la mandrágora, entre otros. Otros secretos similares fueron revelados en papiros. Ahora se piensa que los egipcios fueron los primeros en dominar propiamente la destilación y a manipular el veneno que puede ser obtenido de las semillas de durazno.
Finalmente, Cleopatra VII se habría envenenado a sí misma con un áspid tras enterarse de la muerte de Marco Antonio. Antes de fallecer, habría utilizado a muchas de sus sirvientas para que actuaran como conejillos de indias para probar diferentes venenos, incluyendo la belladona, beleño y la nuez vómica (de donde se extrae la estricnina).

### Roma

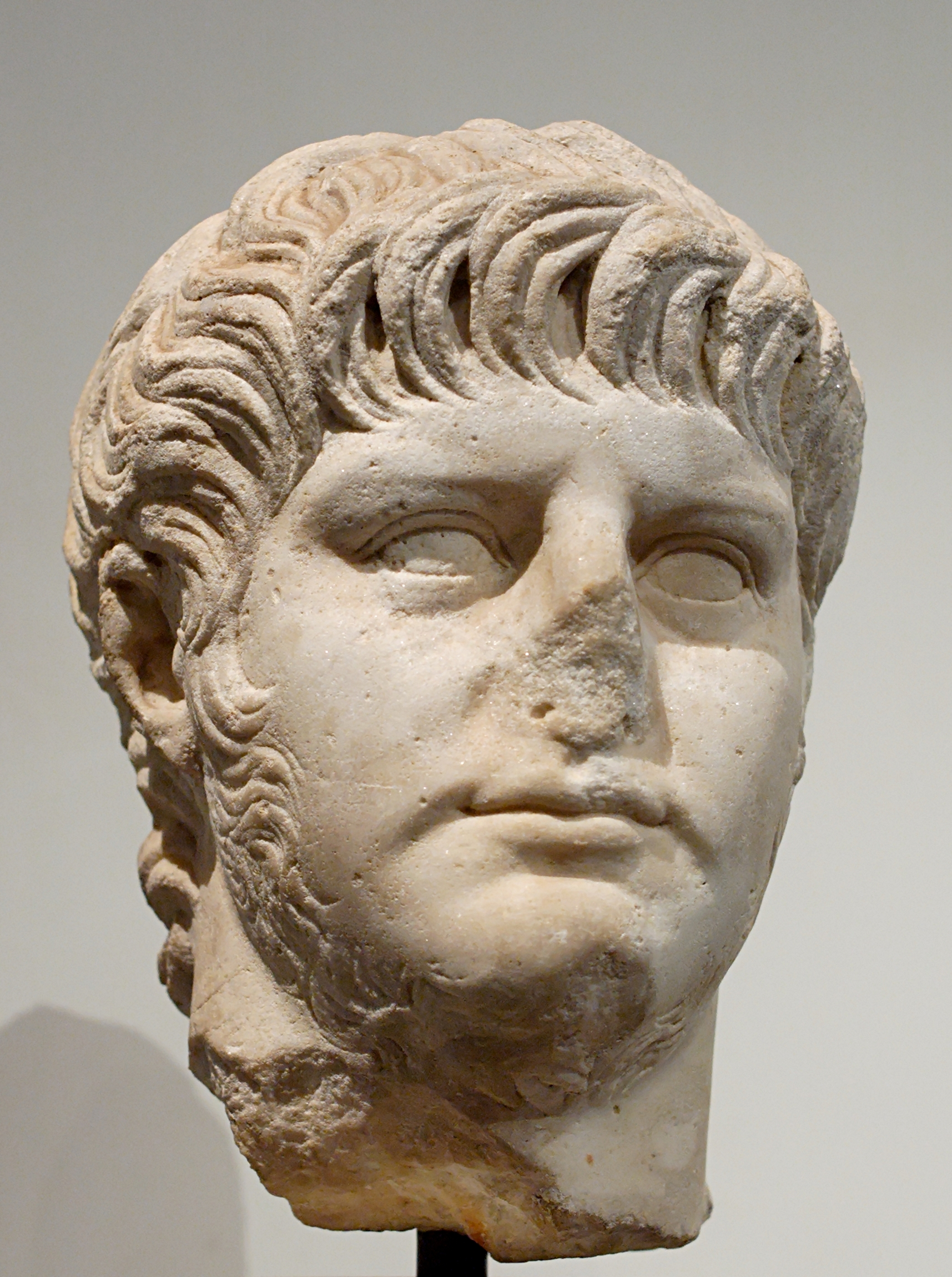
Un busto del emperador romano Nerón, quien usaba cianuro para deshacerse de miembros de su familia indeseados.

En la Antigua Roma, el envenenamiento llevado a cabo en la cena o en áreas comunes de alimentación o bebida no fue extraño, o incluso poco común, y sucedió desde fecha tan temprana como 331 a. C. Estos envenenamientos habrían sido usados para provecho propio en todas las clases y órdenes sociales. El escritor Tito Livio describió el envenenamiento de miembros de la clase alta y la nobleza romana, mientras que el emperador Nerón es famoso por haber preferido el uso de veneno en sus parientes, para lo cual incluso contrató a un envenenador personal. Según Tito Livio, el veneno preferido de Nerón era el cianuro.
Su predecesor, Claudio, fue supuestamente envenenado con hongos o hierbas venenosas; sin embargo, los relatos sobre la forma en que Claudio murió varían en gran medida. Su catador Halotus, su médico Jenofonte y la envenenadora Locusta han sido acusados de haber sido los administradores de la fatal sustancia; pero Agripina, su última esposa, es considerada como la más probable en haber arreglado su asesinato e incluso le habría administrado ella misma el veneno. Algunas fuentes informan que murió tras una agonía prolongada tras ingerir una sola dosis en su cena, mientras que otras sostienen que se recuperó, solo para ser envenenado una vez más por medio de una pluma mojada en veneno que fue introducida en su garganta bajo el pretexto de ayudarlo a vomitar, por un gruel o por un enema envenenado. Se considera que Agripina es la principal sospechosa de haber asesinado a Claudio, debido a que ambicionaba que su hijo Nerón ascendiera al trono imperial y Claudio había empezado a sospechar de sus intrigas.

## Edad Media

### Europa
Durante la Edad Media europea, cuando la naturaleza de los venenos era más conocida que simplemente la proveniente de la magia y la brujería, había vendedores y proveedores de pociones y venenos, conocidos como boticarios.
 A pesar de que ya eran conocidos los usos médicos de los venenos, no era un secreto que las personas compraban venenos por razones menos útiles o Ilegales. Los alquimistas que trabajaban con estos boticarios sufrieron un riesgo considerable a su salud, al manipular de forma cercana estas sustancias venenosas. Al mismo tiempo, en otras áreas del mundo, el avance tecnológico de los venenos se estaba expandiendo y, por ejemplo, en el mundo árabe se logró elaborar un arsénico transparente, inodoro e insípido para ser aplicado a una bebida, un método que permitiría que los asesinatos por este medio no fueran detectados por lo menos durante un milenio.
En la recopilación de Geoffrey Chaucer, Los cuentos de Canterbury, un texto que existía en torno al siglo XIV-XV describía a un asesino comprando veneno de un boticario para librarse de una plaga de ratas:

Se dirigió a un boticario de la ciudad y le pidió que le vendiese veneno para matar ratas [...] El boticario le contestó: «Te daré algo. Te aseguro, como espero ganar la gloria del Cielo, que este veneno es tan fuerte que no existe criatura viviente en el mundo que no pierda la vida inmediatamente; así caerá muerto en menos tiempo que canta un gallo, tanto si come como si bebe de esta poción, aunque solamente sea la cantidad necesaria para empapar un grano de trigo»
"El bulero". En: Los cuentos de Canterbury, líneas 565-581.

Este es un ejemplo de un gran cantidad de literatura relativa al veneno, ya que junto con las pociones fueron un tema muy popular en la ficción, como es el caso de las obras de Shakespeare. Tanto los textos de ficción como los de no ficción fueron escritos, en su mayor parte, por monjes, cuyo conocimiento y sabiduría era respetada. Una obra de no ficción fue El libro de los Venenos, escrito por Magister Santes de Ardoynis en 1424, que comprendía una descripción de los venenos conocidos de la época, sus efectos y usos. También recomendaba los tratamientos más conocidos para cada veneno. A pesar de ello, se considera probable que estas obras fácticas no hayan sido publicadas, sino que su circulación estuvo limitada al interior de círculos eruditos de estudio e investigación.

#### Reacción pública
Si bien la verdad fue ocultada al público, ello no impidió el surgimiento de folklore y rumores acerca de los venenos y el uso de ellos para propósitos que eran de mal gusto para el público. Esta situación ocasionó un nivel de paranoia al interior de algunas áreas de las sociedades de Inglaterra y Europa, en general. Esta ola de preocupación fue alentada por la disponibilidad de 'medicina' lo suficientemente potente para ser letal cuando era secretamente administrada en cantidad suficiente: proveyó una fácil forma de matar, que era sutil, discreta y que, generalmente, permitía al criminal no ser detectado. Tal vez a raíz de esta ola de paranoia que sacudió las calles o de la necesidad de respuestas sobre estas toxinas que se empezaron a buscar libros sobre medios de contrarrestar los venenos, los cuales alimentaron la creciente ansiedad, incluso si generalmente eran del todo inexactos.
Naturalmente, algunos astutos vendedores de libros buscaron inflar el asunto como una táctica de marketing y exageraron el riesgo para que las personas compraran sus libros en busca de una seguridad inexistente. Otros vendedores, tales como los comerciantes de joyería, ofrecían un amuleto que supuestamente debilitaba el veneno o bien los médicos vendían una cura mágica. Así, en tales tiempos de incertidumbre muchas personas se beneficiaron enormemente. La información que el público ansiaba le fue ocultada, puesto que era un tesoro solo disponible para los académicos y científicos que, de esta manera, dejaron que el público hiciera sus propias suposiciones.

### Asia
A pesar de los efectos negativos del veneno, que eran tan evidentes en estas épocas, estaban siendo encontradas curas para los venenos, incluso en un tiempo cuando era odiado por la mayor parte del público. Un ejemplo puede ser encontrado en los trabajos del médico, filósofo y académico persa Al-Razi, autor de El secreto de los secretos, que era una larga lista de compuestos químicos y minerales. Asimismo, se puede mencionar a Appratus, la primera persona que destiló alcohol y lo usó como un antiséptico, o quien sugirió usar el mercurio como un laxante. Realizó descubrimientos en relación con un cloruro de mercurio denominado sublimato corrosivo. Un ungüento derivado de este sublimato fue usado para curar lo que Al-Razi describo como 'el picazón', que es ahora denominado sarna. Resultó ser un tratamiento efectivo debido a la naturaleza tóxica del mercurio y a la habilidad de penetrar la piel, lo que permitía eliminar la enfermedad y la picazón.
En India, los difíciles siglos XIV y XV en Rajastán fueron lugar de invasiones. Las mujeres rajput practicaron la costumbre de jauhar (literalmente, "la toma de la vida") cuando sus hijos, hermanos o esposos enfrentaban una muerte segura en batalla. La jauhar fue practicada al interior de la clase guerrera Chatria para evitar el destino de sometimiento, esclavitud, violación o masacre a manos de las fuerzas invasoras.

## Renacimiento
Para el Renacimiento, el uso de venenos para intenciones ilegales y reprehensibles alcanzó su cúspide; presumiblemente, se convirtió en la herramienta esencial de todo asesino. Este pico de popularidad del veneno en los círculos criminales probablemente se debió al menos en parte a los nuevos hallazgos sobre el veneno que estaban teniendo lugar. Por una parte, los alquimistas italianos, en el siglo XIV y XV, se dieron cuenta del potencial de combinar sustancias tóxicas para crear brebajes aún más potentes que aquellos que habían sido reunidos. Asimismo, cada vez se esclarecían más nuevas propiedades de los venenos, de tal manera que se empezó a formar una ciencia ahora denominada toxicología. Tan prominente era el uso de veneno para homicidios en la sociedad que se podía temer incluso asistir a cenas por temor a recibir comida o bebidas envenenadas, sea por el anfitrión o por uno de los invitados.

### Familia Borja/Borgia

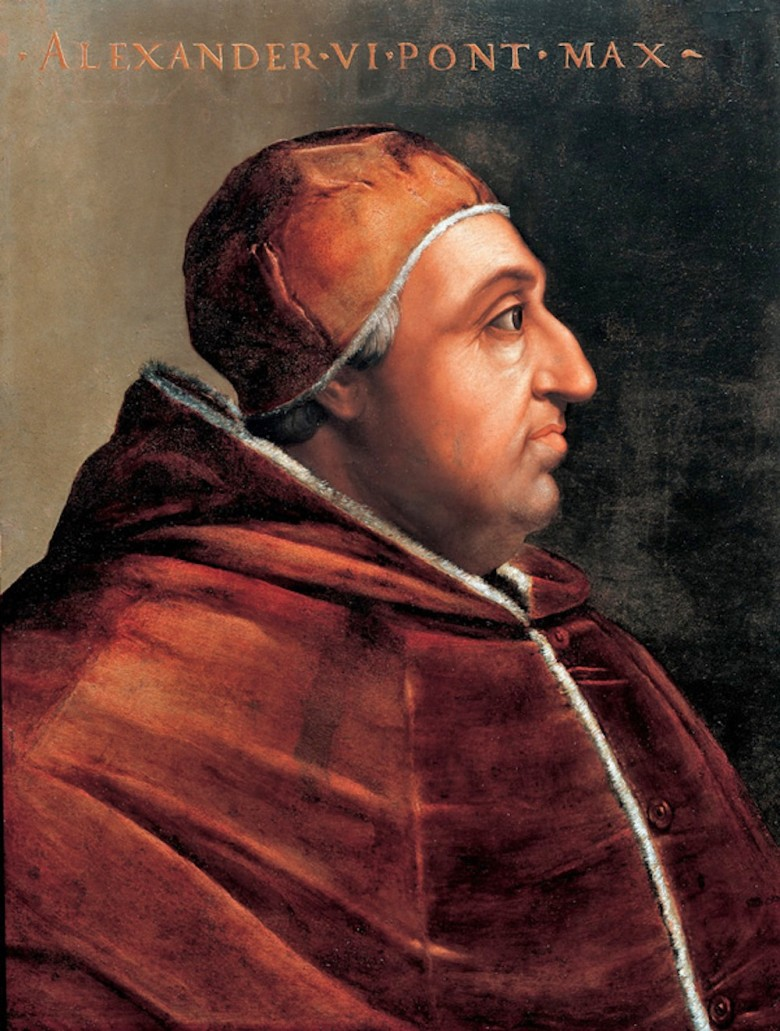
El controvertido papa Alejandro VI, también conocido de nacimiento como Rodrigo de Borja.

El papa Alejandro VI, quizás uno de los más disputados papas con respecto a su legitimidad, usó su poder para promover a sus cinco hijos y concederles grandes títulos. Uno de ellos, César Borgia era considerado un hombre hostil y despiadado y era evitado y temido. Borgia era conocido no solo por ser el hijo de un hombre muy controvertido, sino también porque se pensaba que era un asesino que manejaba venenos. En la siguiente cita, Guillaume Apollinaire describe lo que cree es una especie de 'Receta Borgia' usada para la eliminación de víctimas:

La Cantarella. Aquella que los Borgia utilizaron junto con el arsénico sin saberlo era fósforo, un secreto que había sido divulgado a los Borgia por un monje español, quien también conocía el antídoto para él, así como un antídoto para el arsénico; se ve, por lo tanto, que estaban bien armados.

Tras la muerte del padre de César Borgia, circularon muchos rumores que proponían varias teorías sobre la causa de su muerte, aunque la mayoría concluía en que el Papa había muerto de alguna forma horrible que involucraba asesinato, usualmente por envenenamiento. La idea de Apollinaire era que el Papa fue envenenado con un vino que estaba destinado para otra persona en la mesa, el cardenal de Corneto. Sanuto sostuvo una teoría similar, excepto que involucró una caja de dulces, en lugar de vino. Evidencia histórica sugiere que el Papa fue de hecho envenenado de alguna manera; cuando su cuerpo fue exhibido, estaba en un estado terrible de descomposición. Para reducir las sospechas, fue solo expuesto de noche a la luz de las velas.
Otros historiadores, en cambio, ponen en duda estas teorías, imputando la causa de la muerte de Alejandro VI a la malaria, trasmitida por los aires contaminados del verano en la campiña italiana, lugar en el cual, en aquella época, produjo numerosas pérdidas entre toda la población; Voltaire y Ludwig von Pastor son varios de los que sustentan esta hipótesis.

### El Consejo de los Diez
Para el siglo XVII, el uso del veneno se había convertido en un arte y en varias ciudades de Italia, incluyendo Venecia y Roma, existían escuelas especialmente dedicadas a su enseñanza. Previamente, en el siglo XV, se formó un gremio de alquimistas y envenenadores conocido como el Consejo de los Diez. Este grupo de asesinos armados de venenos ejecutaban contratos para personas que les pagaran suficiente dinero y usualmente todas sus víctimas terminaban asesinadas con un dosis indetectable de sustancias letales de descripción variada.

### Neopoliani Magioe Naturalis
Neopoliani Magioe Naturalis fue una publicación impresa por primera vez poco antes de 1590, que detallaba el arte del envenenamiento y métodos efectivos para usar veneno para cometer homicidios. Según esta obra, la forma más efectiva de matar a alguien por medio de veneno era drogando a la víctima con vino, un método que era muy popular en la época. Una 'mezcla muy fuerte' usada en el libro era la denominada «Veninum Lupinum», que consistía en una combinación de acónito, tejo común, óxido de calcio, almendras amargas y vidrio en polvo mezclado con miel. El resultado final era una píldora aproximadamente del tamaño de una nuez.

## Siglos XVI-XVIII
Para fines del siglo XVI, el arte y la popularidad del veneno se había trasladado de Italia a Francia, donde el envenenamiento criminal se volvió cada vez más frecuente. Se estima que en los años 1570 habría habido unas 30.000 personas solo en París que usaban venenos o tenían alguna conexión con venenos en una forma ilegal o inmoral. Se estaba convirtiendo en la que fue descrita como una 'plaga' o 'epidemia'. Si bien contribuía a la tasa de mortalidad, también afectaba en gran medida a personas que no tenían conexión con el veneno. Muchas personas, especialmente, nobles se volvieron extremadamente temerosas de ser envenenadas; por ello, solo asistían a fiestas o cenas de las personas en las que más confiaban.
Entre las varias personas famosas que tenían miedo de ser envenenadas se encuentran Enriqueta Ana Estuardo y Enrique IV de Francia. La princesa Enriqueta Ana de Inglaterra era tan temerosa y consciente de los envenenamientos que supuso inmediatamente que había sido envenenada cuando sufrió una peritonitis debido a una úlcera péptica; mientras que Enrique IV comía solo huevos que cocinaba él mismo y bebía solo agua que se servía por sí mismo. Posteriormente, en 1662, Luis XIV de Francia limitó la venta de venenos a los boticarios y ciertos venenos no debían ser vendidos, excepto a las personas que los boticarios consideraran dignas de confianza.
Durante este período, fue difícil encontrar alquimistas de confianza, pues muchos de ellos eran estafadores, que engañaban tanto a sus patrones como el público en general bajo la creencia de que el mercurio era un elemento 'principal' que podía ser convertido en oro y otros metales preciosos. Si bien muchos se aprovecharon esta creencia, otros genuinamente intentaron, en nombre de la ciencia, crear oro de elementos menos valiosos. Tales alquimistas perseguían el mismo objetivo de conseguir tres objetos de alto valor en sus círculos: la piedra filosofal, capaz de transformar metales viles en oro puro; el elixir de la vida, que alargaba la vida; y el Alkahest, una substancia que era capaz de disolver todo. La búsqueda de estos elementos retardaron en gran medida el progreso de la alquimia, puesto que fueron imposibles de realizar.

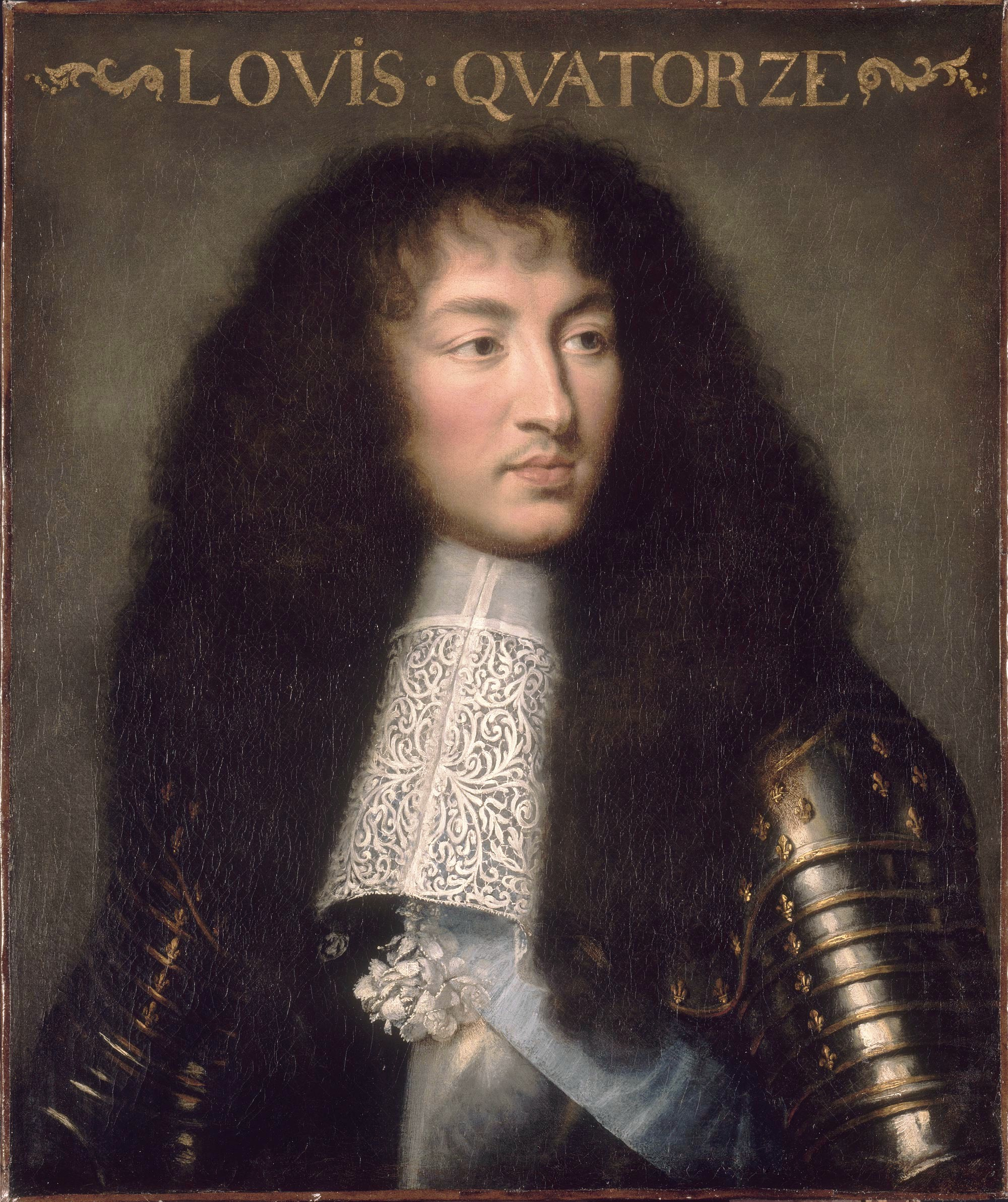
Luis XIV de Francia.

### Chambre Ardente
En un momento similar a la prohibición de los venenos, sacerdotes en Notre Dame se asombraron tanto con la cantidad de confesiones relacionadas con los venenos que decidieron informar al rey de qué tan mal realmente era la 'epidemia' de envenenamientos. Como resultado, el rey organizó un tribunal denominado Chambre Ardente, que se especializó en la investigación del que fue conocido como el caso de los venenos.
A pesar de que los inquisidores habían sido patrocinados por el propio soberano, no pudieron atrapar a muchos de los peores asesinos; sin embargo, durante el ejercicio del tribunal, aproximadamente 442 personas fueron aprehendidas y fueron sentenciadas. El trabajo de esta institución ocasionó un efecto colateral: la incremento del interés por los venenos y cómo usarlos, con lo cual muchas personas se empezaron a involucrar en el tema después de que se emitiera una orden para reducir los envenenamientos.

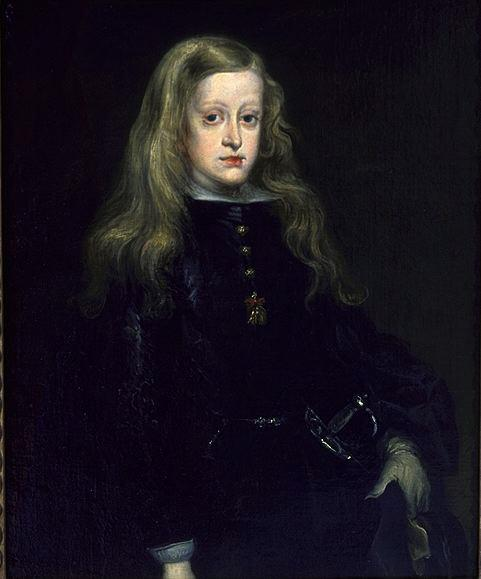
Carlos II de España.

### En España
Mientras los criminales en Italia y en Inglaterra fueron los primeros en introducir el veneno como un medio para asesinar o herir, durante este período el uso del veneno se expandió por toda Europa. España destaca por haber cometido varios intentos fallidos de eliminar a la reina Isabel I de Inglaterra por este medio. El médico judío Rodrigo López fue reclutado por España para matar a Isabel, pero fue capturado y luego ahorcado, arrastrado y descuartizado por ello, aunque la propia reina y Robert Cecil dudaban de su culpa. Se cree que algunos aspectos, específicamente un personaje de El mercader de Venecia de Shakespeare, podría referirse o haberse inspirado por este Dr. López. Después de este incidente, la comida de la reina debía ser probada en busca de envenenamiento y mayor seguridad fue puesta en efecto. Incluso se sabe que tomó antídotos semanalmente como protección.
Los intentos de asesinatos reales por envenenamiento también fueron un asunto interno en España, puesto que varias personas y grupos querían matar a los monarcas. Un intento exitoso y probablemente uno de los pocos en Europa fue el envenenamiento de María Luisa de Orleans, la reina consorte, esposa de Carlos II, quien murió repentinamente en septiembre de 1689.